# Adolfo Martins de Meneses
Adolfo Martins de Meneses (Uruguaiana, 10 de dezembro de 1861 — 4 de setembro de 1940)
Filho do barão de Ijuí e de Joana Umbelina Portugal, casou-se com Josefina Gonçalves Viana, com quem teve sete filhos.
Foi eleito  deputado estadual, à 22ª Legislatura da Assembleia Legislativa do Rio Grande do Sul, de 1893 a 1897.